# Garbel Saragosse
Pour les articles homonymes, voir Saragosse.
Le Garbel Saragosse était un club de handball situé à Saragosse en Espagne. Il a notamment évolué pendant deux saisons en Liga ASOBAL.

## Histoire
Le club est promu en Liga ASOBAL en 1999. Maintenu à l'issue des barrages lors de la saison 1999/2000 (en), le club termine dernier lors de la saison 2000/01 et est donc relégué en División de Honor Plata.
Le club fusionne en 2003 avec le Rótulos Plasneón pour donner le BM Aragón.

## Personnalité liée au club
- Venio Losert, joueur de 1999 à 2000